# Морімото Цуру
Морімото Цуру (яп. 森本 鶴; нар. 9 листопада 1970) — японська футболістка. Вона грала за збірну Японії.

## Клубна кар'єра
Виступала в «Ніссан», «Nikko Securities Dream Ladies» та «Lazio».

## Виступи за збірну
Дебютувала у збірній Японії 21 серпня 1994 року в поєдинку проти Австрії. У складі японської збірної учасниця жіночого чемпіонату світу 1995 року. З 1994 по 1995 рік зіграла 5 матчів та відзначилася 1-а голами в національній збірній.

## Статистика виступів
| Збірна Японії | Збірна Японії | Збірна Японії |
| Рік           | Матчі         | Голи          |
| ------------- | ------------- | ------------- |
| 1994          | 4             | 1             |
| 1995          | 1             | 0             |
| Загалом       | 5             | 1             |